# Reservas de biosfera de Paraguay
Las Reservas de Biosfera en Paraguay son sitios reconocidos por UNESCO que innovan y demuestran la relación que puede alcanzar el ser humano con su naturaleza en el afán de conjugar la conservación y el desarrollo sostenible. Actualmente Paraguay cuenta con 3 reservas de biosfera reconocidas por UNESCO.

## Reserva de Biosfera de Paraguay

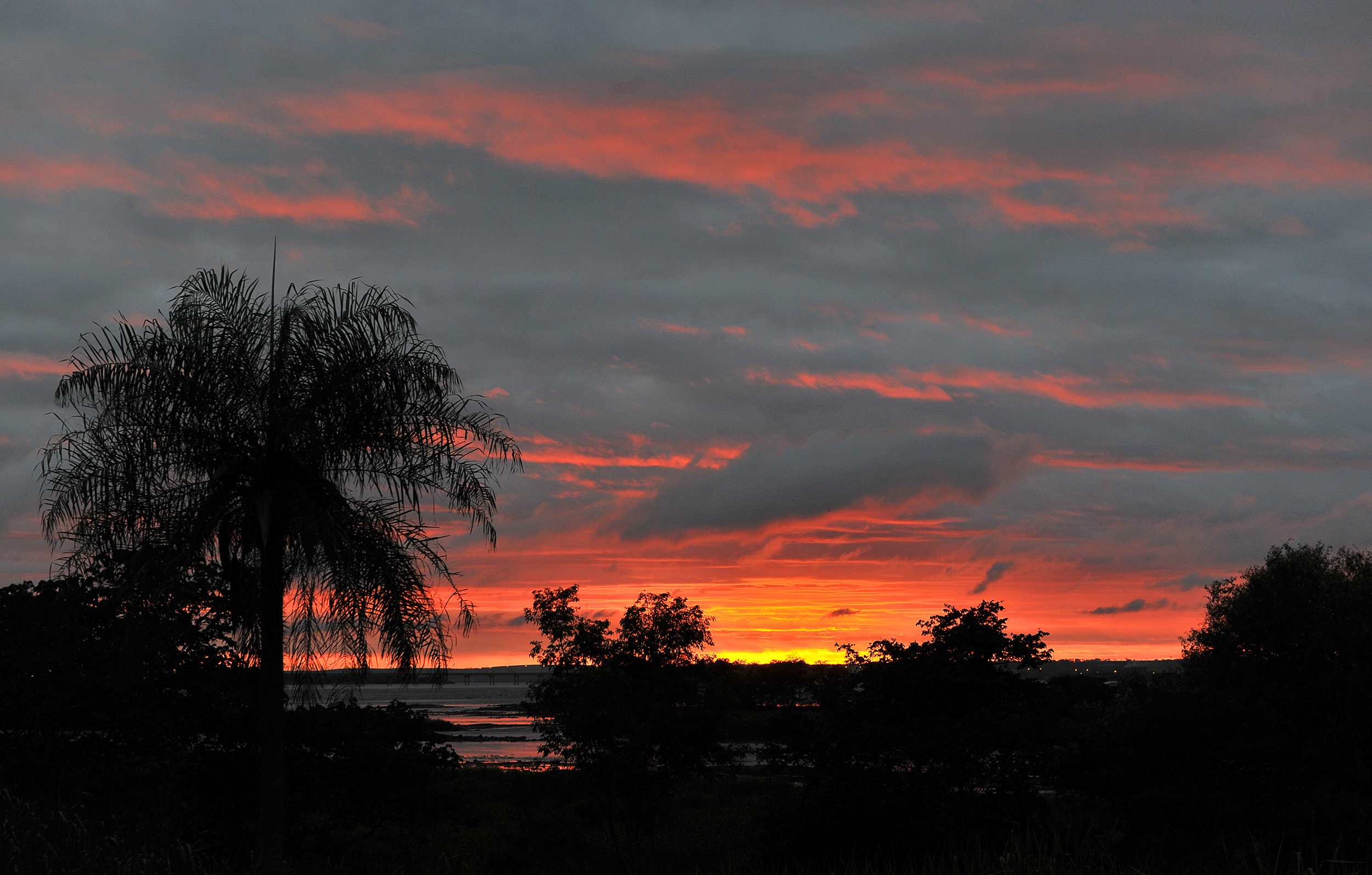
Bosque Mbaracayú

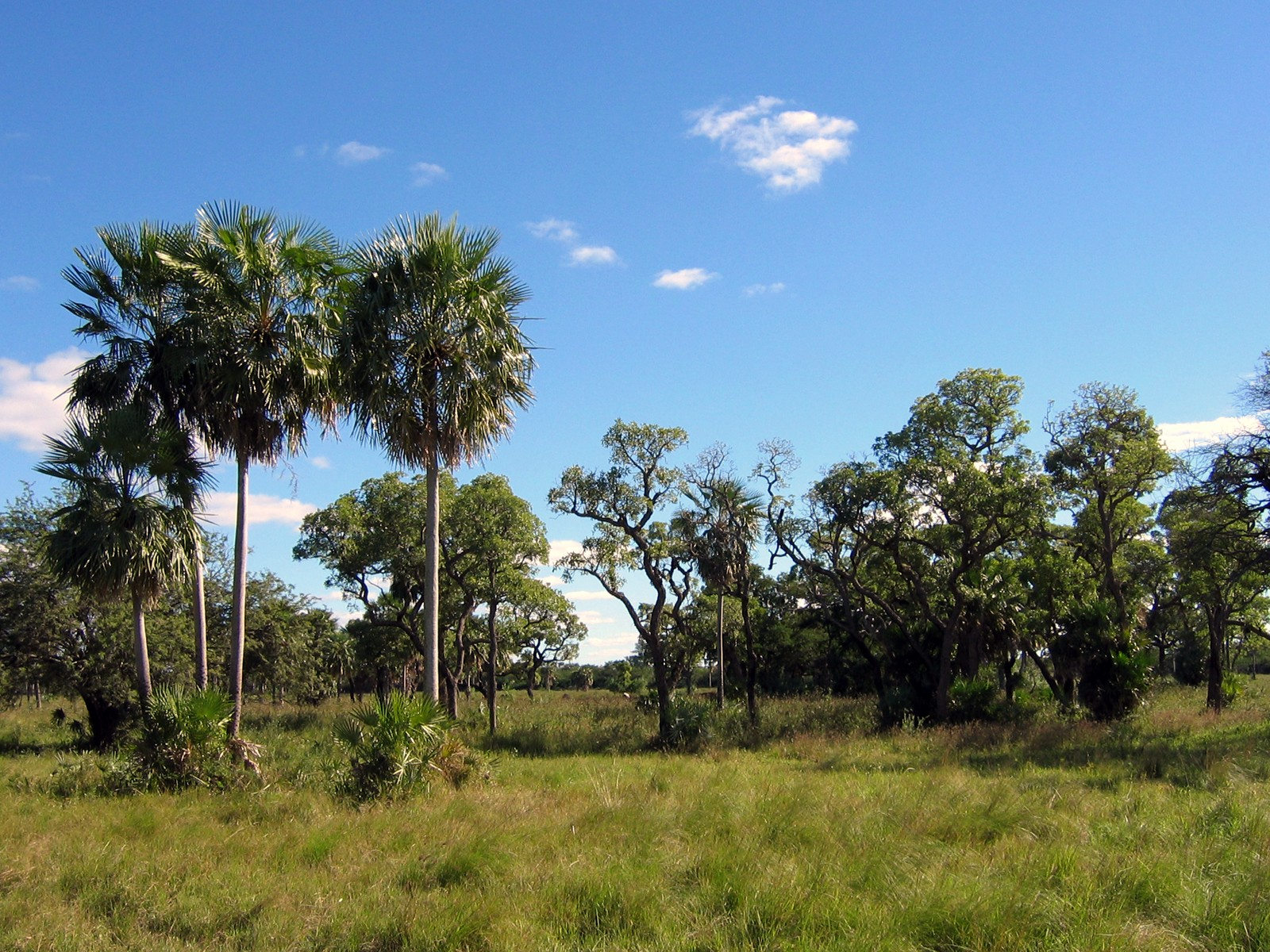
El Chaco

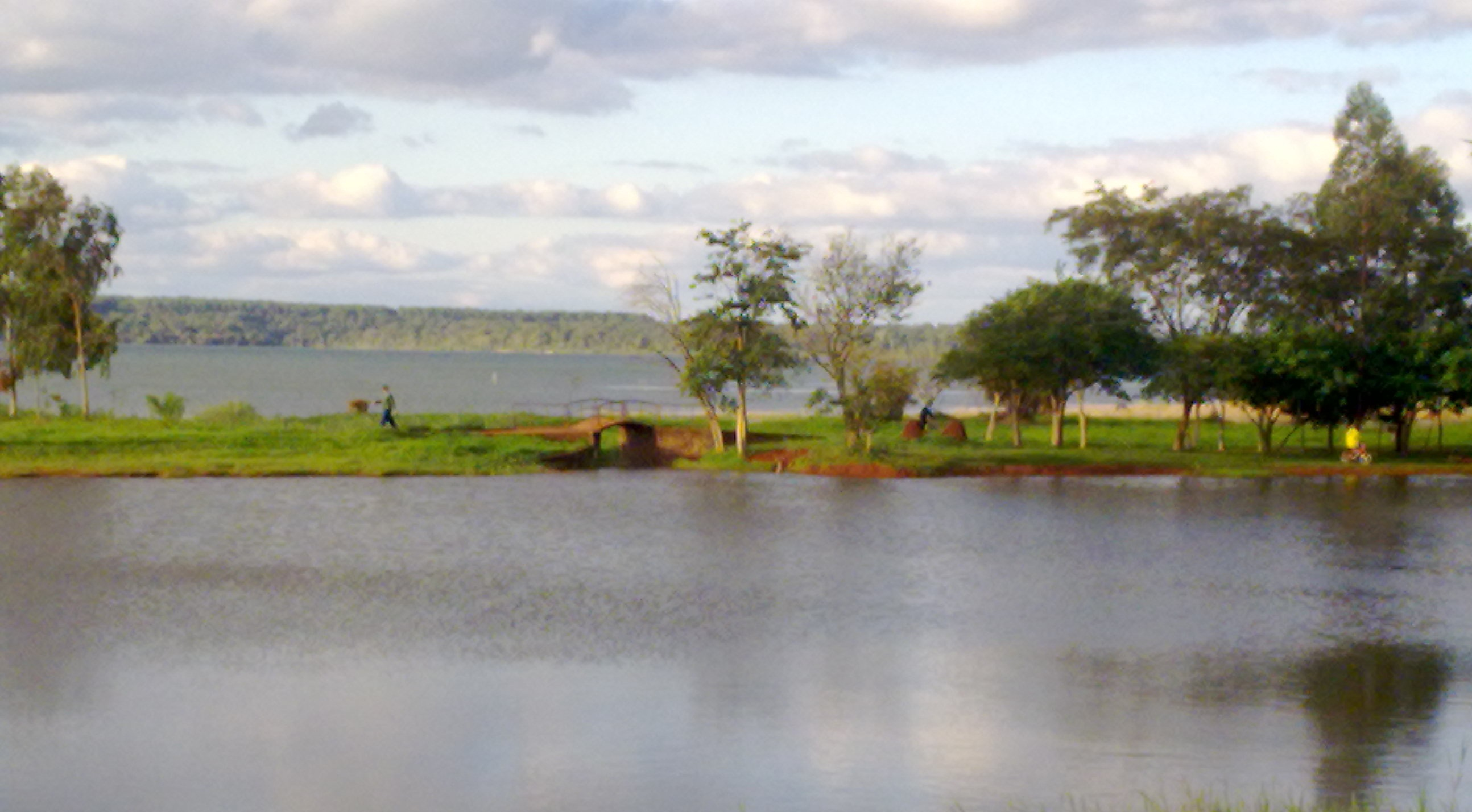
Itaipu

- Bosque Mbaracayú, 2000: Comprende parte del corredor biológico de Mata Atlántica.
- El Chaco, 2005
- Itaipu, 2017